# SAS Cargo Group
SAS Cargo Group A/S grundades 2001 som ett oberoende dotterbolag till Scandinavian Airlines och ägs till 100% av SAS Group.
SAS Cargo Group A/S är moderbolaget för SAS Cargo Norway AS, SAS Cargo Sweden AB och Trust Forwarding A/S, som leder försäljning och verksamhet i de tre länderna. SAS Cargo erbjuder lastkapacitet med SAS flotta och dedikerad lastbilsverksamhet. SAS Cargo har kontor i Danmark, Norge, Sverige, Finland, USA, Kina, Japan, Tyskland och Polen.